# 小圣阿芒
小圣阿芒（法語：Saint-Amand-le-Petit，法語發音：[sɛ̃.t‿amɑ̃ lə pəti]）是法国新阿基坦大区上维埃纳省的一个市镇，属于利摩日区。

## 地理
小圣阿芒（45°46'29"N, 1°45'5"E）面积15.31 平方千米，位于法国新阿基坦大区上维埃纳省，该省份为法国中西部省份，北起顺时针与安德尔省、克勒兹省、科雷兹省、多爾多涅省、夏朗德省和维埃纳省接壤。
与小圣阿芒接壤的市镇（或旧市镇、城区）包括：佩拉堡、欧涅、滨湖博蒙、埃穆捷、内德。

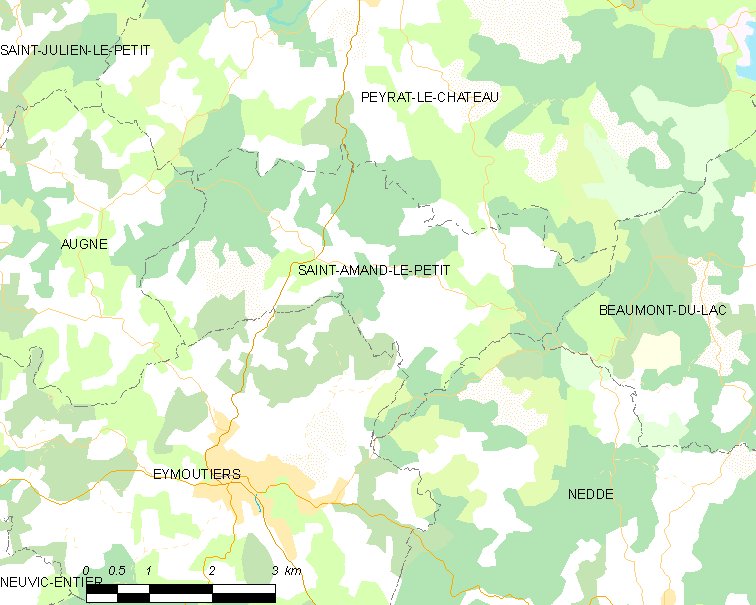
小圣阿芒的OSM定位图

小圣阿芒的时区为UTC+01:00、UTC+02:00（夏令时）。

## 行政
小圣阿芒的邮政编码为87120，INSEE市镇编码为87132。

## 政治
小圣阿芒所属的省级选区为埃穆捷县。

## 人口

1962-2008年间小圣阿芒人口变化图示

小圣阿芒于2022年1月1日时的人口数量为112人。